# Calle Thörn
Calle Thörn är en svensk serietecknare som tillsammans med Simon Gärdenfors utgjorde hiphop-duon Las Palmas.
Som serietecknare har Thörn publicerats bland annat i tidningen Mega-Pyton och antologialbumserien Allt för konsten.
Thörn spelar, tillsammans med Sandro Müntzing, i musikgruppen Lindholm.